# Onitis adelphus
Onitis adelphus là một loài bọ cánh cứng trong họ Bọ hung (Scarabaeidae).